# Республіканська клінічна лікарня імені Тимофія Мошняги
Республіканська клінічна лікарня імені Тимофія Мошня́ги (рум. Spitalul Clinic Republican „Timofei Moșneaga”) є першим і найбільшим медичним закладом Молдавії з 795 ліжками та 20 лікарняними відділеннями. Це клінічна база 15 відділень і курсів Державного університету медицини та фармакології ім. Миколи Тестеміцану. Лікарня названа на честь її найтривалішого головлікаря, Тимофія Мошняги.

## Історія
Республіканська клінічна лікарня імені Тимофія Мошняги спочатку мала статус міської лікарні, перший медичний заклад в Бессарабії, при будівництві якої брали участь жителі Кишинева.
Офіційне відкриття лікарні відбулося 26 грудня 1817 року.
Перша будівля муніципальної лікарні мало півтора поверху, в якому знаходилося 5 палат з 36 ліжками, де лікувалися пацієнти з терапевтичними, хірургічними та гінекологічними захворюваннями. Медичний персонал також надавав амбулаторні медичні послуги.
У 1842 році, з огляду на зростаючі потреби установи, було побудовано ще один будинок, що пропонує місце для спеціалізованих підрозділів терапії, хірургії, офтальмології та захворювань, що передаються статевим шляхом. У 1860 році штат лікарні складався з лікаря (який одночасно був менеджером), одного старшого медичного помічника, 3 молодших медичних помічників, 27 медсестер, лляної господині, клерка, переписувача і священика. На території лікарні функціонувала аптека.
У 1870 році почався другий етап в історії лікарні, установа переведено в підпорядкування губернського земства. З тих пір його назву було перетворено в Губернську лікарню, і воно вже мало місткість 100 ліжок і штат, що складається з 13 лікарів і 40 медичних помічників.
Згодом потреба в медичному персоналі, особливо в медичних помічників і акушерка, ставала все більш і більш значною. У відповідь на ці потреби, в 1872 році під егідою Губернаторській лікарні була заснована школа медичних помічників і акушерок. Перший випуск (17 учнів) закінчив школу в 1873 році та залишився працювати в лікарні.
У 1876 році був відкритий ряд спеціальних підрозділів для різних випробувань, мікроскопії, морфопатологіі та навіть одиниці, присвяченій експериментам на тваринах. Щоб зупинити розширення інфекційних захворювань, була організована перша група по вакцинації проти віспи. Протягом багатьох років Губернаторська лікарня стає важливим центром освіти та безперервної підготовки лікарів з міст і районів Бессарабії.Катастрофічні наслідки двох світових воєн першої половини XX століття серйозно вплинули на діяльність губернської лікарні. Вибухи перетворили її будівлі на руїни, тому їх довелося повністю перебудувати та оснастити сучасними технологічними та медичними та спортивне обладнання. Лікарня була перейменована в Республіканську клінічну лікарню (РКЛ). Інститут згодом стане клінічною базою для Кишинівського медичного інституту.
У 1967 році, коли лікарня відзначала своє 150-річчя, у неї було 10 одиниць стаціонарного лікування, республіканська консультативна поліклініка для жителів сільських районів, відділ AVIASAN (санітарна авіація), численні лабораторії та діагностичні кабінети, оснащені сучасним обладнанням. Нові підрозділи вже функціонували: анестезіологія, ендокринологія, серцево-судинна, торакальна та щелепно-лицьова хірургія. Тут також був відкритий відділ штучних нирок, один з перших в Радянському Союзі. Найцінніші клінічні методи реалізовані в діагностичній практиці: лапароскопія, спленотіческая портографія, флебографія, електроміографія та інші. Застосовуються надплинний діаліз і дефібриляція серця, нові методи анестезії успішно впроваджуються, створюється лабораторія ядерної медицини. Виконуються найскладніші легеневі та судинні операції, абдомінальна хірургія постійно поліпшується, а в 1961 році відбувається перша успішна операція на серці. До 1966 року 10 000 пацієнтів отримали медичну допомогу в РКЛ. У 1977 році було піднесено нову будівлю РКЛ. Це нове сучасне місце розташування дозволило значно підвищити якість та ефективність медичного обслуговування населення, поліпшити та диверсифікувати методи діагностики і діяльність лабораторій і спеціалізованих підрозділів. В результаті в лікарняній практиці було впроваджено понад 200 нових методів діагностики та лікування.
Професійний рівень персоналу також був в постійному зростанні. В період 1966-1996 рр. 50 лікарів отримали ступінь кандидата медичних наук, а 5 ступінь доктора. Фахівці брали участь в міжнародних конгресах, симпозіумах і конференціях, представляючи їх цінні звіти.
Протягом першого періоду переходу до ринкової економіки, лікарня перебувала в досить складній ситуації, яка почала змінюватися на краще з впровадженням, у 2004 році, системи медичного страхування. В даний час лікарня функціонує на основі договору з Національною компанією по медичному страхуванню, завдяки чому установа отримує ритмічне фінансування. Переваги цієї системи медичного страхування очевидні - проблем з поставками ліків немає, лікарня часто переоснащується сучасним медичним обладнанням, впроваджуються нові медичні послуги та методи лікування, особливо в галузі хірургії, включаючи не інвазивну хірургію. Вперше кількість діагностичних досліджень перевищила цифру в один мільйон. Квота сільських жителів в загальній кількості пацієнтів, які лікувалися фахівцями лікарні, становить понад 85%.
C 19 липня 2017 року, згідно з постановою Уряду Республіки Молдова, Республіканська клінічна лікарня носить ім'я її колишнього головлікаря Тимофія Мошняги, який керував лікарнею більше 43 років.
В даний час Республіканська клінічна лікарня ім. Тимофія Мошняги має 795 ліжок та 20 відділень і 1300 кваліфікованих фахівців. Це клінічна база 12 відділень Державного університету медицини та фармакології ім. Миколи Тестеміцану і її програми безперервного навчання. У співпраці з викладацьким складом університету фахівці лікарні можуть надати медичну допомогу найвищої якості.
26 грудня 2017 року, в дату 200-річного ювілею заснування мед установи, Республіканська клінічна лікарня імені Тимофія Мошняги була удостоєна вищою державною нагородою, Орденом Республіки, «На знак визнання особливих заслуг у розвитку охорони здоров'я, за професіоналізм, проявлений медичним персоналом при впровадженні передових методів діагностики та лікування, і значний внесок у підготовку висококваліфікованих фахівців».

## Головні лікарі
- Ніколай Тестеміцану (1955—1958)
- Юліан Касперскій (1958—1960)
- Тимофій Мошняга (1960—2003)
- Міхай Оуш (2003—2010)
- Андрій Усатий (2010—2011)
- Анатолій Чуботару (2015—2020)
- Андрій Ункуца (2020—)